# Smith & Wesson 29
La Smith & Wesson 29 è un revolver a sei colpi e doppia azione, camerato per la cartuccia .44 Magnum, prodotto dall'azienda americana Smith & Wesson. Per sineddoche, l'arma stessa viene erroneamente chiamata .44 Magnum.
Il Modello 29 era prodotto con canne di 10 cm, 12,5 cm, 16,25 cm, 21,25 cm e poi 26,25 cm come standard. Altre lunghezze erano presenti solo su ordinazione da Smith & Wesson o prodotte da un armaiolo. Il modello con canna da 12,5 cm aveva un sottocanna di uguale lunghezza della canna. La finitura poteva essere altamente lucidata, brunita o nichelata.
Il modello deve molta della sua notorietà all'apparizione nella serie di film dedicati all'ispettore Callaghan, interpretato da Clint Eastwood, i quali ne incrementarono notevolmente le vendite, che rimangono consistenti anche al giorno d'oggi.
Il revolver fu ideato e creato intorno alla nuova cartuccia prodotta congiuntamente da Smith & Wesson e Remington Arms, la celeberrima .44 Magnum, a tutt'oggi una delle cartucce più potenti del mondo, e dunque fu la prima pistola in questo calibro.
Questa munizione, alla cui creazione partecipò molto lo sceriffo Elmer Keith, fu inventata per la caccia grossa con arma corta, quando era ancora permessa negli Stati Uniti, per orsi e alci, per i quali la munizione è ottimamente adattata.

## Storia

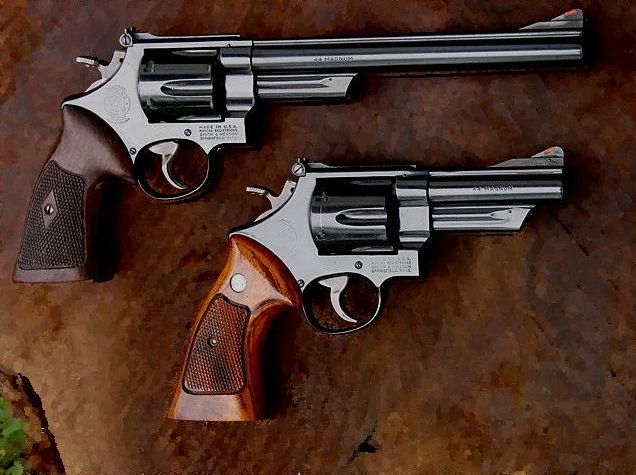
Smith & Wesson Modello 629s, con canne da 20 e 10 cm (8" e 4")

Il Modello 29, costruito sul castello per revolver "N" (largo), fu per la prima volta introdotto sul mercato nel 1955, e fino al 1971 rimase relegato ad usi specifici e ad un limitato numero di interessati, cioè cacciatori, collezionisti e pochi agenti, finché Clint Eastwood lo rese famoso come la “pistola più potente del mondo” nel film Dirty Harry. La pistola compare anche nel film Taxi Driver del 1976. l'arma appare anche nel video di Come as You Are celebre canzone dei Nirvana.
Anche se il Modello 29 non è mai stato “la pistola più potente del mondo”, come diceva il film, la S&W 29 era una delle più potenti pistole del periodo, almeno per quel che concerne le pistole prodotte in serie (non considerando i modelli prodotti su ordinazione, con cartucce non comuni, e molto potenti). Per poter dare questo giudizio bisogna considerare vari fattori, come la potenza alla bocca, la potenza in volo, ed altri elementi. Dopo che il film fu distribuito la S&W ebbe difficoltà a far fronte a tutte le ordinazioni per il Modello 29.

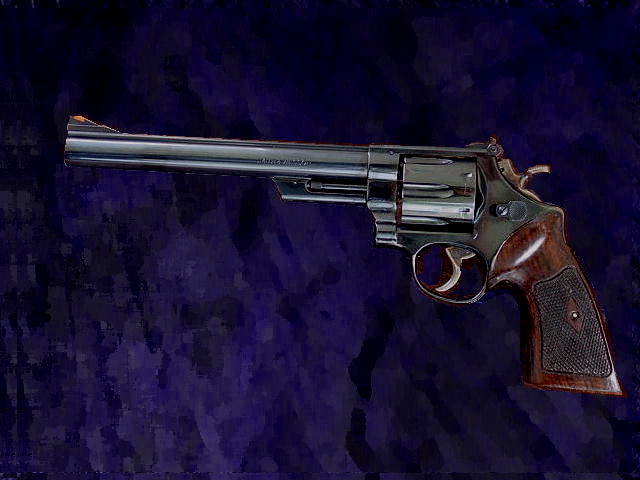
Smith & Wesson Modello 29-2

Quando fu prodotto, il Modello 29 era la pistola industrialmente prodotta più potente del mondo, essendo il .44 Magnum molto più potente della vecchia .357 Magnum. C'erano però un gran numero di altre pistole di produzione artigianale disponibili, con proiettili più potenti e di calibro maggiore, come le vecchie pistole Howdah del XIX secolo. La ricerca da parte di Elmer Keith per massimizzare la potenza e le prestazioni della .44 Special fu la spinta e l'ispirazione dietro alla .44 Magnum. La sua intenzione era costruire una cartuccia da poter essere utilizzata come proiettile da pistola per cacciatori di grossi, e pericolosi, animali, piuttosto che per autodifesa, anche se, grazie alle moderne cartucce specializzate, può essere utilizzata anche in questo ruolo. Dal .44 Magnum è derivato il .50 A.E., mantenento la altezza totale e il diametro del fondello, devenendo così una munizione ottimizzata per armi semiautomatiche.
La S&W 29 può anche incamerare i proiettili .44 Special data la discendenza della .44 Magnum da essa, anche se quest'ultima ha il bossolo più lungo e con più propellente. Questa caratteristica impedisce anche che la cartuccia Magnum sia sparata in una pistola Special, il che la potrebbe distruggere.
Alla fine degli anni novanta del XX secolo la S&W smise di produrre molti modelli di revolver, incluso il modello 29. Dopo i primi anni 2000, la S&W ripropose il Model 29 nella sua ultima variante, nota con la dicitura 29-10, priva di canna spinata e tamburo "recessed", nonché con il percussore integrato all'interno del fusto e non sul cane. Tale modello fa parte della serie Classic di S&W, ancora prodotta in serie oggigiorno.

## Varianti

### Modello 629
Introdotto nel 1978, il S&W 629 è una versione in acciaio inox del Modello 29.
Il nome 629 deriva dall'usanza della S&W di chiamare una versione in acciaio inox di un modello preesistente ponendo un “6” davanti al numero del modello originale.
Il modello 629 nella versione "Classic" base presenta un sottocanna di uguale lunghezza della canna. Nella versione sportiva Performance Center presenta invece dei contrappesi su di essa per attenuare il rinculo.

### Quiet Special Purpose Revolver
Alcuni Modello 29 furono ricostruiti dall'azienda AAI per creare i Quiet Special Purpose Revolvers (QSPR). Questi avevano delle nuove canne corte (35 mm) ad anima liscia (al contrario del modello originale a canna rigata) di calibro .40 (cioè 10 mm, essendo .44 pollici uguale a 10,8 mm) e con il tamburo cambiato per accettare le munizioni OSPR che assomigliavano alla cartuccia metallica per il fucile a pallettoni calibro .410, ma che all'interno funzionavano come un pistone per intrappolare i gas.

### Mountain Gun

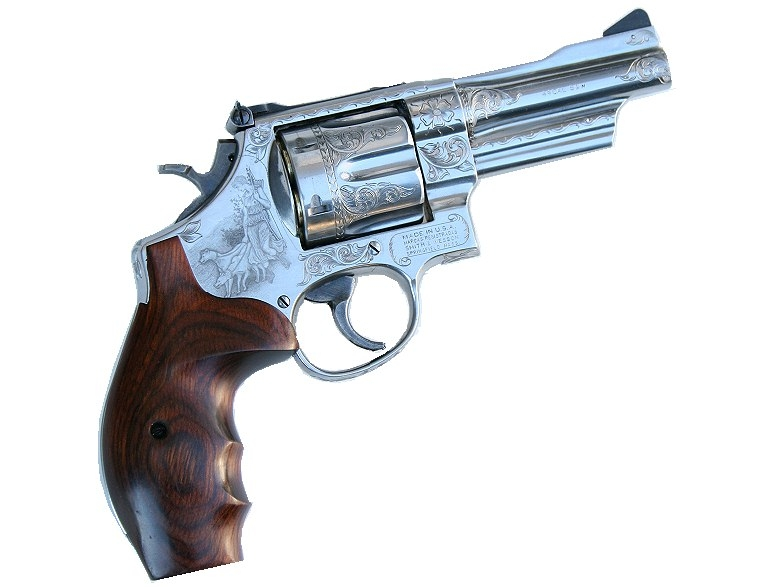
Mountain Gun incisa da John K. Pease e Wayne Di'Angelo dall'ufficio d'incisione della Smith & Wesson

La Mountain Gun fu introdotta nel 1989 come una versione alleggerita del Modello 29. Il profilo della canna è una ripresa dei modelli post - II Guerra Mondiale.
Un modello di S&W 629 chiamata “Trail Boss” fu anche prodotta avente canna accorciata ed impugnatura Hogue.

### 50th Anniversary Edition

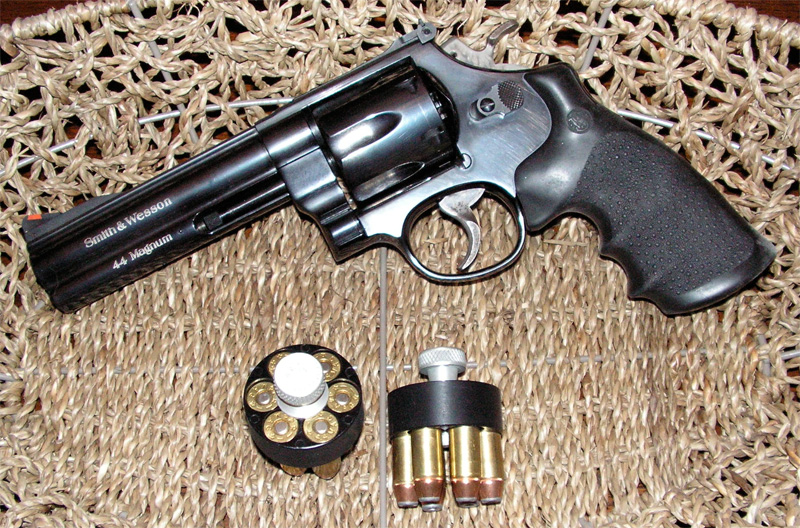
Model 29 Classico in acciaio azzurrato con un sottocanna di 6,25 cm, pari alla canna.

Il 26 gennaio 2006 Smith & Wesson annunciò il 50º anniversario del modello 29, e ne costruì una nuova versione con il nome della fabbrica in oro e finitura interna modificata.

### Stealth Hunter
Alla mostra SHOT del 2008, la S&W introdusse il modello 629 Stealth Hunter, una pistola da produrre su ordinazione.

## La S&W 29 nella cultura di massa
- Il revolver è l'arma preferita dell'ispettore Callaghan, interpretato da Clint Eastwood, protagonista di una celebre saga cinematografica composta da 5 pellicole.
- È una delle pistole di Travis Bickle in Taxi driver.
- In ambito videoludico, la S&W 29 compare nel videogioco Resident Evil 3: Nemesis (in versione 629).[6]
- In ambito anime, la S&W 29 compare in Black Lagoon (in versione 629).[7]
- Nel manga City Hunter la S&W 29 è la pistola usata da Umibozu, in versione con canna da 6".
- In ambito cinematografico, la 29 compare anche in Resident Evil: Apocalypse (in versione 629 Classic).[8]

È anche l'arma di Daisuke Aramaki in Ghost in the Shell del 2015.
Il revolver S&W 29 compare anche nel videogioco Fallout 3 con un mirino montato sopra la canna.